# Typhloroncus troglobius
Espèce
Typhloroncus troglobius est une espèce de pseudoscorpions de la famille des Ideoroncidae.

## Distribution
Cette espèce est endémique du Puebla au Mexique. Elle se rencontre à Cuetzalan dans les grottes Grutas de Atepolihuit.

## Description
La femelle holotype mesure 3,85 mm.

## Publication originale
- Muchmore, 1982 : Some new species of pseudoscorpions from caves in Mexico (Arachnida, Pseudoscorpionida). Bulletin of the Texas Memorial Museum, vol. 28, p. 63-78.